# 阪堺電鉄
阪堺電鉄株式会社（はんかいでんてつ）は、かつて大阪府大阪市浪速区の芦原橋駅から大阪府堺市の浜寺駅を結ぶ軌道線を経営していた鉄道会社。
開業時、既に大阪府大阪市浪速区の恵美須町駅から大阪府堺市の浜寺駅前までを結ぶ南海鉄道阪堺線（当時。現在の阪堺電気軌道阪堺線）が存在したことから、この南海鉄道阪堺線と区別するため、新阪堺電車と呼ばれていた路線でもある。そして又、大阪市内 - 浜寺間には、同じ軌道線である南海鉄道阪堺線の他に鉄道線という強力な南海鉄道南海本線（現在の南海本線）との競争が存在し、更に沿線は、大阪湾臨海部の過疎地域であった事から旅客営業は芳しくなく、おまけに風水害の被害をよく受けるなどした。
戦時体制下、軌道事業を管轄する監督官庁である内務省、及び運輸通信省、並びに阪堺電鉄阪堺線が走っていた大阪府道29号大阪臨海線を管理する大阪府からの要請を受けた大阪市が、大阪市議会での“阪堺電鉄株式会社の買収”に関する議案の可決を経て、軌道法第17条（現在、軌道法第17条は、法改正により軌道法の条文から削除されている）を発動するに至った為、大阪市営化の道を選択せざるを得なくなり、法人としての阪堺電鉄株式会社は、1944年〔昭和19年〕3月に大阪市電気局（後の大阪市交通局、現在の大阪市高速電気軌道）に買収された。
なお、阪堺電鉄が行っていた軌道事業は、1944年〔昭和19年〕4月1日に大阪市営化され、1968年〔昭和43年〕9月30日に廃止されるまで、大阪市電阪堺線、通称三宝線として存続したが、それに並行する形で行われていた宅地開発業についても、同様に大阪市へ引き継がれた。なお、大阪市電阪堺線が廃止された後、代替路線として地下鉄四つ橋線の玉出駅 - 住之江公園駅間が建設され、1972年11月に延伸開業している。

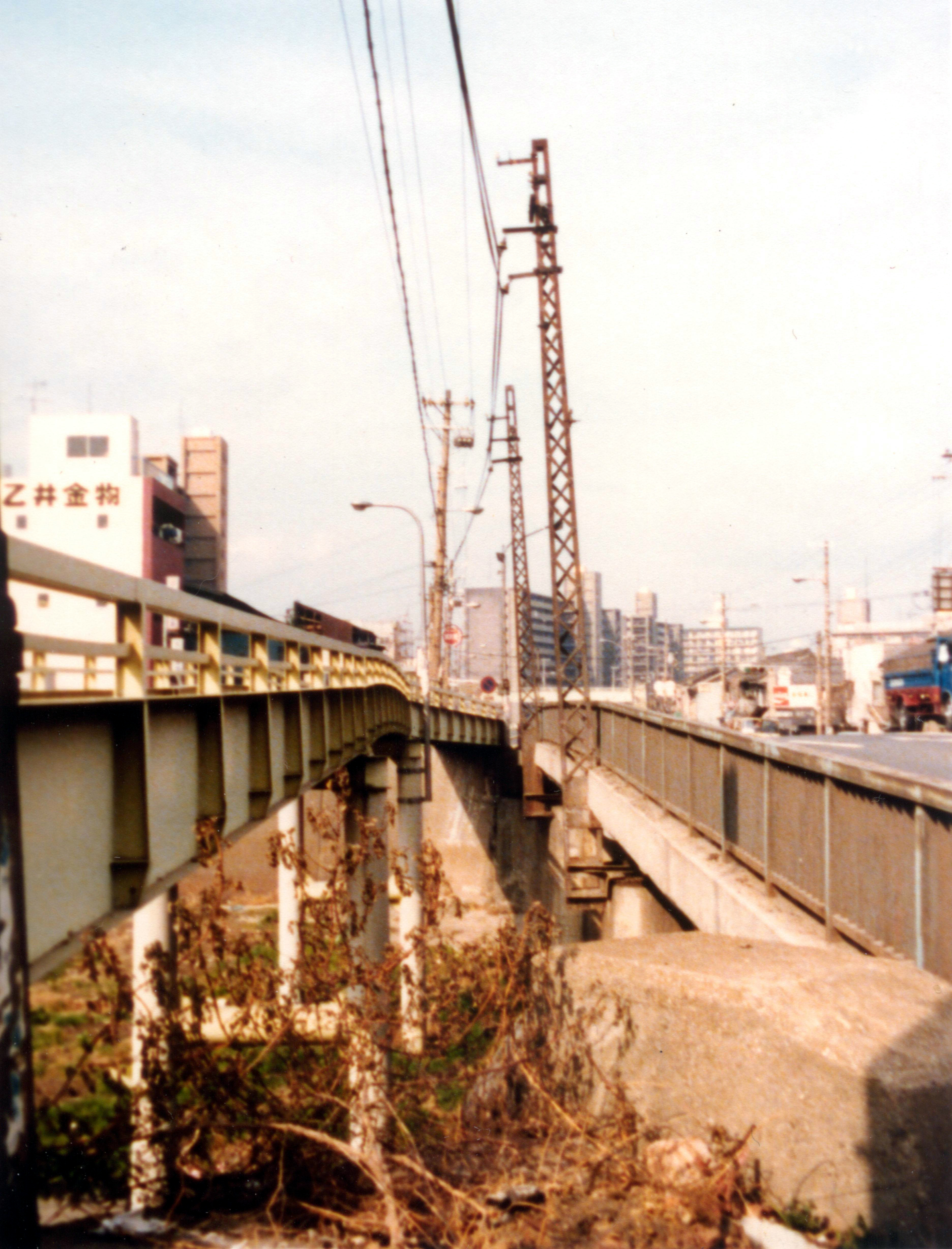
住之江橋に残っていた阪堺電鉄の架線柱

阪堺電鉄優待乗車券

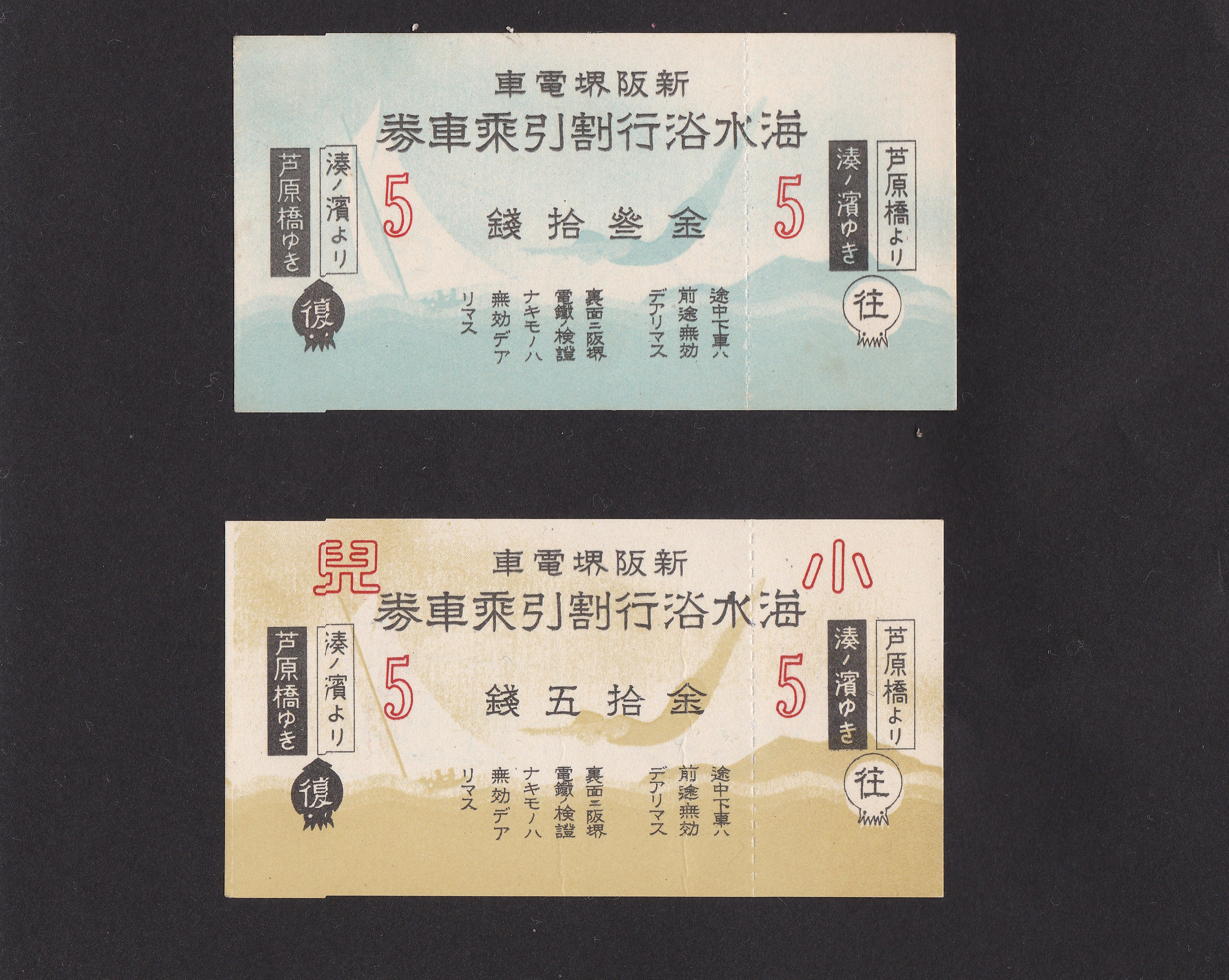
新阪堺電車「海水浴行割引乗車券」

## 路線概要
- 起点：芦原橋駅
- 終点：浜寺駅
- 駅数：26駅｛1944年（昭和19年）3月27日当時｝
- 軌間：1435mm
- 複線区間：芦原橋 - 浜寺間
- 電化区間：芦原橋 - 浜寺間
- 変電所：北加賀屋町
- 架線電圧：直流600V
- 開業年月日：1927年（昭和2年）10月1日
- 譲渡年月日：1944年（昭和19年）3月27日
- 車両基地：三宝車庫
- 車両工場：三宝車庫
- 保線区：住吉川
- 運行系統：芦原橋 - 浜寺間

## 歴史
木津川土地運河株式会社社長の高倉為三が大阪府西成郡津守村（現在の大阪市西成区北津守・津守・南津守）・東成郡敷津村（現在の住之江区のうち、おおむね粉浜・安立・南港を除いた地域）沿線の大地主や土地会社とはかり投機を目的として1919年8月に軌道敷設（港南電車軌道）を出願した。1922年（大正11年）7月1日、大阪市南区（現・浪速区）芦原橋 - 大阪府堺市戎島3丁目（現・堺市堺区戎島3丁目）間の軌道敷設特許状が下付され、株式10万株のうち半分を木津川土地運河の株主及びその縁故者が引き受ける予定であった。
ところが高倉為三は積善銀行事件により失脚してしまい、主要株主には土地会社が占めることになった。
阪堺電鉄と改称し1923年（大正12年）6月2日に会社設立し、本社は大阪市西区京町堀に設置された。1925年（大正14年）11月に芦原橋 - 三宝車庫前間の軌道敷設工事に着手し、1927年（昭和2年）10月1日に開業した。
阪堺電鉄の事を「新阪堺」と呼ぶのは、この阪堺電鉄が経営する軌道線の東側に、開業時、既に南海鉄道（現在の南海電気鉄道）軌道線の阪堺線（現在の阪堺電気軌道阪堺線）が走っていた為、紛らわしかったからである。
1929年（昭和4年）3月に三宝車庫前 - 北公園間が、1929年（昭和4年）10月に北公園前 - 龍神通間が、それぞれ延伸開業した。しかし龍神通 - 浜寺間の軌道敷設工事は、龍神通駅のすぐ南を南海大浜支線が通っていた為、なかなか思うように進まなかった。
なお同年には、本社を大阪市西成区津守十三間堀（現在の大阪市西成区北津守付近）に移転している。
1934年（昭和9年）7月に龍神通 - 湊ノ浜間が延伸開業した。また1935年（昭和10年）6月1日には湊ノ浜 - 浜寺間を延伸開業し、全区間が開通した。
しかし並行する南海鉄道本線・高野線・南海軌道線との競争や、沿線に人家が少なかったために旅客が少なかったこと、終点の浜寺駅が浜寺公園の一番北の隅に設置されたこと、1934年に室戸台風で被災し、復旧工事に前年度旅客収入の54%に相当する8万4860円（2000年代の価値に換算して約1億1230万円）もの多額の費用を要したことなど悪条件が重なり、経営は苦難の連続だった。
その苦しい経営状況を打破する為、箕面有馬電気軌道（箕有電車。現在の阪急電鉄）創設者の小林一三が採った経営手法を真似て、軌道線の沿線で“経営地”と呼ばれる宅地開発を行った。1938年（昭和13年）には本社を、その経営地の一つであった大阪府大阪市住吉区浜口町（現在の住之江区西加賀屋4丁目）の「墨江経営地」内に再び移転した。（浜口本社跡は市バス「西加賀屋４丁目」バス停から北に行った所に昭和３０年代まで独身寮などとして存在しており、木造２階建ての建物だった。
また、変電所は現在の「北加賀屋天満宮」付近、保線区は現在の「きのみむすび保育園」の付近にあった）
一方で1937年に日中戦争が勃発すると、沿線にある造船所や軍需工場が活気付くとともに、そこで働く労働者が増加した事によって、旅客輸送量も1年に約10万人というハイペースで急増した。それまでは、夏の潮干狩りや海水浴シーズンのみ賑わう路線であったが、造船所や軍需工場労働者の通勤路線へと変化し、1940年（昭和15年）頃になって、やっと、それまでの無配当の状況を脱する事ができた。
阪堺電鉄の企業業績は好転するものの、保有車両が少なかったために軌道線の輸送力が追い付かず、車両を酷使した事による車両故障が相次いだ。また乗務員の戦地への招集の為、車両の運転本数も日を追う毎に減少した。1940年（昭和15年）1月に17.5両あった運転車両が、2年後の1942年（昭和17年）末には13.3両まで落ち込んだ。朝夕のラッシュ時の混雑が問題化し、軍需工場の稼働率にも影響を与えていくほどになった。
この事が社会問題へと発展し、1943年（昭和18年）には大阪府警本部から「輸送業務改善命令」が下された。阪堺電鉄はその改善に取り組んだものの、車両の増備がままならなかった。芦原橋駅に大阪市電との連絡線を設置し、大阪市電気局（現在の大阪市交通局）から二軸単車5両を借り入れるものの、混雑の解消には程遠い状況で、根本的な解決には至らなかった。
道路を管理する大阪府と、阪堺電鉄の監督官庁である運輸通信省（後の運輸省。現在の国土交通省）は、「阪堺電鉄が抱える混雑を解消する為には、大阪市が阪堺電鉄を買収し、阪堺電鉄が経営する軌道線を大阪市電の一路線として編入する事が相応しい」と判断した。そして、大阪市及び阪堺電鉄に対して合併を半ば強制的に勧奨したのである。
これを受け、1944年（昭和19年）の大阪市会において、阪堺電鉄の買収が可決された。阪堺電鉄は1944年（昭和19年）3月27日に大阪市に買収され、その全事業は大阪市に引き継がれた。

## 年表
- 1922年（大正11年）7月7日 - 港南電車軌道に対し軌道特許状下付（大阪市南区難波蘆原町-堺市恵美須築洲間）[3]
- 1923年（大正12年）6月2日 - 社名を阪堺電鉄と改め、阪堺電鉄株式会社として設立され[5]、その本社を大阪府大阪市西区京町堀に設置[6]。
- 1925年（大正14年）11月 - 芦原橋 - 三宝車庫前間の軌道敷設工事を着工。
- 1927年（昭和2年）10月1日 - 芦原橋 - 三宝車庫前間が開業し、旅客営業を開始[5]。
- 1928年（昭和3年）7月16日 - 軌道特許状下付（堺市吾妻橋通三丁目一番地-泉北郡浜寺町内堺都市計画三宝寺線ト浜寺公園船尾線トノ交差点付近）[7]。
- （不明） - 三宝車庫前 - 浜寺間の軌道敷設工事を着工。
- 1929年（昭和4年）4月3日 - 三宝車庫前 - 北公園間が延伸開業し、旅客営業を開始[5]。
- 1929年（昭和4年）10月17日 - 北公園前 - 龍神通間が延伸開業し、旅客営業を開始[5]
- 1929年（昭和4年） - 本社を大阪府大阪市西成区津守十三間堀に移転。
- 1934年（昭和9年）7月10日 - 龍神通 - 湊ノ浜間が延伸開業し、旅客営業を開始する[5]
- 1934年（昭和9年）9月21日 - 室戸台風襲来による被害甚大。
- 1935年（昭和10年）6月1日 - 湊ノ浜 - 浜寺間が延伸開業し、旅客営業を開始した事により、全線開業[5]。
- 1938年（昭和13年） - 本社を大阪府大阪市住吉区浜口町（今の住之江区西加賀屋四丁目）に再び移転。
- 1940年（昭和15年）頃 - 初の株主配当を実施。
- 1943年（昭和18年） - 大阪府警本部から「輸送業務改善命令」を受ける。
- 1944年（昭和19年）3月27日 - 大阪市に買収され、軌道線を含む全事業を大阪市に譲渡し[8]、会社を解散。

## 路線ルート
阪堺電鉄の軌道線は、南海電気鉄道南海本線（難波 - 和歌山市間64.2km）の西側に敷設されており、大阪市 - 堺市間（阪堺間）を結ぶ鉄道線、及び軌道線の中で最も大阪湾側を走っていた路線であった。
そのルートは、大阪府道29号大阪臨海線（芦原橋駅前交差点付近 - 北公園前交差点間、うち芦原橋駅前交差点付近 - 阪堺大橋間は新なにわ筋））に沿っており、北公園前交差点で国道26号と合流し、フェニックス通り（国道26号）が分岐する大浜北町交差点からは、大阪府道204号堺阪南線（旧国道26号。道なり）に沿って浜寺公園の北側まで南下していた。

## 駅一覧
駅名・市区名は、1944年（昭和19年）3月27日当時のもの。全駅大阪府に所在。
| 駅名         | 駅間キロ | 営業キロ | 接続路線名                                              | 道路名                                | 所在地 | 所在地 |
| ------------ | -------- | -------- | ------------------------------------------------------- | ------------------------------------- | ------ | ------ |
| 芦原橋駅     |          |          | 大阪市電：西道頓堀天王寺線 南海鉄道：高野線（芦原町駅） | 新なにわ筋 （大阪府道29号大阪臨海線） | 大阪市 | 浪速区 |
| 西浜南通駅   |          |          |                                                         | 新なにわ筋 （大阪府道29号大阪臨海線） | 大阪市 | 浪速区 |
| 十三間堀川駅 |          |          |                                                         | 新なにわ筋 （大阪府道29号大阪臨海線） | 大阪市 | 浪速区 |
| 津守新道駅   |          |          |                                                         | 新なにわ筋 （大阪府道29号大阪臨海線） | 大阪市 | 西成区 |
| 鶴見橋通駅   |          |          | 南海鉄道：高野線（津守駅）                              | 新なにわ筋 （大阪府道29号大阪臨海線） | 大阪市 | 西成区 |
| 津守神社前駅 |          |          |                                                         | 新なにわ筋 （大阪府道29号大阪臨海線） | 大阪市 | 西成区 |
| 宝橋通駅     |          |          |                                                         | 新なにわ筋 （大阪府道29号大阪臨海線） | 大阪市 | 西成区 |
| 天津橋通駅   |          |          |                                                         | 新なにわ筋 （大阪府道29号大阪臨海線） | 大阪市 | 西成区 |
| 北加賀屋町駅 |          |          |                                                         | 新なにわ筋 （大阪府道29号大阪臨海線） | 大阪市 | 住吉区 |
| 住吉川駅     |          |          |                                                         | 新なにわ筋 （大阪府道29号大阪臨海線） | 大阪市 | 住吉区 |
| 住ノ江公園駅 |          |          |                                                         | 新なにわ筋 （大阪府道29号大阪臨海線） | 大阪市 | 住吉区 |
| 南加賀屋町駅 |          |          |                                                         | 新なにわ筋 （大阪府道29号大阪臨海線） | 大阪市 | 住吉区 |
| 大和川尻駅   |          |          |                                                         | 新なにわ筋 （大阪府道29号大阪臨海線） | 大阪市 | 住吉区 |
| 松屋駅       |          |          |                                                         | 大阪府道29号大阪臨海線                | 堺市   | 堺市   |
| 浅香山通駅   |          |          |                                                         | 大阪府道29号大阪臨海線                | 堺市   | 堺市   |
| 三宝車庫前駅 |          |          |                                                         | 大阪府道29号大阪臨海線                | 堺市   | 堺市   |
| 北公園前駅   |          |          |                                                         | 大阪府道29号大阪臨海線                | 堺市   | 堺市   |
| 竪川橋駅     |          |          |                                                         | 国道26号                              | 堺市   | 堺市   |
| 龍神通駅     |          |          | 南海鉄道：大浜支線（大浜北町駅）・南海本線（龍神駅）    | 国道26号                              | 堺市   | 堺市   |
| 大浜駅       |          |          |                                                         | 国道26号                              | 堺市   | 堺市   |
| 出島駅       |          |          | 南海鉄道：南海本線（湊駅）                              | 国道26号                              | 堺市   | 堺市   |
| 湊ノ浜駅     |          |          |                                                         | 国道26号                              | 堺市   | 堺市   |
| 下石津駅     |          |          |                                                         | 国道26号                              | 堺市   | 堺市   |
| 石津川橋駅   |          |          |                                                         | 国道26号                              | 堺市   | 堺市   |
| 諏訪ノ浜駅   |          |          |                                                         | 国道26号                              | 堺市   | 堺市   |
| 浜寺駅       |          |          | 南海鉄道：阪堺線（海道畑駅）                            | 国道26号                              | 堺市   | 堺市   |

## 輸送・収支実績
| 年度 | 輸送人員（人） | 営業収入（円） | 営業費（円） | 営業益金（円） | その他益金（円）      | その他損金（円）     | 支払利子（円） |
| ---- | -------------- | -------------- | ------------ | -------------- | --------------------- | -------------------- | -------------- |
| 1927 | 870,407        | 48,410         | 35,472       | 12,938         |                       | 償却金7,277          | 3,019          |
| 1928 | 2,133,951      | 113,984        | 103,069      | 10,915         |                       |                      | 3,812          |
| 1929 | 2,550,984      | 142,421        | 139,683      | 2,738          | 土地家屋28,941        |                      | 31,053         |
| 1930 | 2,763,606      | 158,329        | 156,892      | 1,437          | 土地家屋52,071        |                      | 41,924         |
| 1931 | 2,805,996      | 154,279        | 138,640      | 15,639         | 土地家屋16,203        |                      | 26,708         |
| 1932 | 2,650,632      | 147,472        | 122,861      | 24,611         | 土地家屋5,978         |                      | 27,941         |
| 1933 | 2,916,978      | 160,081        | 125,058      | 35,023         |                       | 土地家屋1,663        | 27,447         |
| 1934 | 2,855,987      | 159,723        | 129,476      | 30,247         |                       | 雑損97,726土地家屋49 | 34,661         |
| 1935 | 3,070,350      | 186,268        | 193,854      | ▲ 7,586        |                       | 土地家屋2,129        | 40,241         |
| 1936 | 3,335,491      | 192,432        | 228,301      | ▲ 35,869       | 土地家屋42,253        | 雑損143,363          | 34,638         |
| 1937 | 4,010,688      | 217,916        | 207,830      | 10,086         | 土地家屋29,824売店191 | 償却金11,911雑損37   | 28,153         |

- 鉄道統計資料、鉄道統計各年度版

## 特記事項
1944年（昭和19年）3月27日に阪堺電鉄株式会社は、大阪市に買収され、芦原橋 - 浜寺間の軌道事業を含む全事業を大阪市に譲渡し、会社を解散したが、近畿日本鉄道（当時）南海線及び、近畿日本鉄道（当時）阪堺線と路線が重複して採算性が見込めない湊ノ浜 - 浜寺間は、大阪市電阪堺線として運行される事なく買収と共に休止となり、1945年（昭和20年）8月15日付でそのまま廃止された。
ＪＲ大阪環状線芦原橋駅西側の跨道橋には「架線支持」用の金具が、宝橋通～北加賀屋間には当時の架線柱がまだ現存している。
架け替えられる以前の「住之江橋」（現「住之江大橋」）には、架線柱が1980年代まで現存していた。